# Ґостково (Слупський повіт)
Ґостково (пол. Gostkowo, нім. Emilienhof) — село в Польщі, у гміні Ґлувчиці Слупського повіту Поморського воєводства.
У 1975-1998 роках село належало до Слупського воєводства.